# Since the Day It All Came Down
Since the Day It All Came Down is het tweede album van de Finse deathmetalband Insomnium uit 2004.

## Track
| 1.                 | Nocturne                 | (instrumental) | Sevänen          | 1:57 |
| 2.                 | The Day It All Came Down | Vänni          | Friman & Vänni   | 4:56 |
| 3.                 | Daughter of the Moon     | Sevänen        | Sevänen & Friman | 6:09 |
| 4.                 | The Moment of Reckoning  | Friman         | Friman           | 5:46 |
| 5.                 | Bereavement              | Friman         | Friman           | 4:15 |
| 6.                 | Under the Plaintive Sky  | Friman         | Friman & Sevänen | 4:09 |
| 7.                 | Resonance                | (instrumental) | Friman           | 2:29 |
| 8.                 | Death Walked the Earth   | Friman         | Friman           | 5:09 |
| 9.                 | Disengagement            | Vänni          | Friman           | 8:39 |
| 10.                | Closing Words            | Friman         | Friman & Vänni   | 4:25 |
| 11.                | Song of the Forlorn Son  | Sevänen        | Sevänen & trad.  | 5:45 |
| Totale duur: 53:39 |                          |                |                  |      |